# Crown Holdings
Crown Holdings Incorporated, anteriormente Crown Cork & Seal Company, es una empresa estadounidense que fabrica latas de metal para alimentos y bebidas, envases de aerosoles metálicos, cierres metálicos y embalaje especializado. Fundada en 1892, tiene su sede en Filadelfia, Pensilvania y 149 plantas en todo el mundo. En diciembre de 2012, Crown estaba presente en 41 países y emplea a 21.900 personas. La compañía ocupó en 2012 el puesto número 296 en la lista Fortune 500 y es la número uno en la industria del embalaje y contenedor en esa misma lista.

## Historia
William Painter, un estadounidense de origen británico, inventó en 1891 el tapón corona para bebidas carbonatadas embotelladas, y obtuvo las patentes 468.226 y 468.258 para que el 2 de febrero de 1892 fundará su propio negocio de fabricación, la compañía Crown Cork and Seal, en Baltimore, iniciando campañas para convencer a los embotelladores que su tapón era el empaque correcto para utilizar en sus productos. Para 1898, había creado la coronadora un dispositivo de pedales para vender a los embotelladores y minoristas para que pudieran sellar las botellas con sus tapas de forma rápida y sencilla. Esto ayudó a impulsar la aceptación de sus tapas en botellas con bastante rapidez en todo el mundo. En 1906, Crown había abierto plantas de fabricación en Brasil, Francia, Alemania, Japón y el Reino Unido. Para hacer frente a los cambios del mercado después de la Primera Guerra Mundial y a la ley seca Crown se centró en gran medida a los refrescos.

## Expansión
En 1927, tras la fusión con la compañía New Process Cork, Crown Cork and Seal Company, Inc. fue establecida en la ciudad de Nueva York. Crown Cork International Corporation fue fundada en el año siguiente con el fin de ayudar a las filiales dedicadas en embotellar y otros negocios de corcho fuera de los Estados Unidos.
En la década de 1930 Crown vendía la mitad de la oferta mundial de tapas de botellas. Crown entró en los negocios de las latas en 1936 con la compra de la compañía Acme Can de Filadelfia, lo que llevó a la creación de la Crowntainer; una lata para cerveza en forma de embudo, al año siguiente.
Durante la Segunda Guerra Mundial Crown lanzó productos de guerra como el Kork-N-Seal, el Pour-N-Seal y el Merit Seal, así como botes para máscara de gas. Durante la siguiente década, la empresa se diversificó aún más sus productos.
En 1957 John F. Connelly, quien dirigió Connelly Containers un antiguo proveedor de Crown, se hizo cargo de la presidencia de la compañía y trasladó la sede de Baltimore a Filadelfia a finales de 1950. Crown vio el potencial del mercado de refrescos y comenzó a invertir en equipo para satisfacer las necesidades de los productores.
En 2003, Crown se reestructuró como una sociedad de cartera pública. En 2005 y 2006 Crown salió de la industria del plástico con la venta de su negocio global de cierres de plástico y la venta del negocio de envases cosméticos, respectivamente.
En 2007 puso en marcha la Easylift para latas de alimentos.
En octubre de 2013, Crown  anunció el rescate de la empresa de envasado español Mivisa Envases al comprarla por 1 650 millones de dólares. Mivisa era propiedad desde 2011 de los fondos de inversión Blackstone.
El 1 de septiembre de 2014 anuncia la compra de la filial de Empaque, holding de Famosa, Silíces de Veracruz entre otras, a Heineken por 1 200 millones de dólares.